# لعبة متصفح

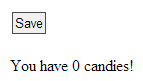

ألعاب المتصفح هي ألعاب إلكترونية تمارس عن طريق الحاسوب أو الموبايل من خلال شبكة الإنترنت عبر المتصفحات. تتميز ألعاب المتصفح عن ألعاب الفيديو وألعاب الحاسوب في أنها لا تطلب تنزيل برامج على جهاز العميل المستخدم. بعض هذه الألعاب تعتمد على ملحقات يتم تثبيتها على جهاز المستخدم مثل الفلاش والجافا.

## الانتشار
تلقى ألعاب الفلاش انتشارًا واسعًا على صفحات الإنترنت، وتتميز بخفتها وسهولة اللعب فيها وبساطتها وهناك مئات آلاف ألعاب الفلاش المنتشرة على الإنترنت، وتلقي ألعاب الفلاش رواجًا كبيرًا في الأسواق في الفترة الحالية باعتبارها ألعاب للأطفال.
من ناحية أخرى فأن ألعاب المتصفح تمكن المستخدم من لعبها منفردًا أو مع لاعبين آخرين من نفس البلد أو من بلدان أخرى. يمكن للاعبين تشكيل الأحلاف أو العصابات وخوض الحروب أو التعاون مع المجموعة للحصول على نقاط. ألعاب المتصفح لا تحتاج إلى تحميل أو شراء أي تستطيع اللعب بها مباشرة عبر متصفح الويب.
ألعاب المتصفح سريعة الانتشار في الوطن العربي. تعتبر ألمانيا من الدول السباقة في إنتاج ألعاب المتصفح والتي تضم العديد من الشركات المنتجة لألعاب المتصفح.
اللاعبون لألعاب المتصفح يمكنهم متابعة الأخبار الجديدة عن ألعابهم عبر المواقع الرسمية لمنتجي الألعاب والشركات التسويقية الضخمة. لكن يستطيع اللاعبون توفير هذا الجهد عبر مجلات الألعاب الإلكترونية ومجلات أخبار الألعاب التي تكتب عن آخر الألعاب أو تحديثاتها أو تختص بتقديم المعلومات والشروحات عن كيفية اللعب والاختصارات التي تؤدي إلى الربح أو تجميع النقاط.

## أماكن تواجد ألعاب المتصفح
في الغالب تتواجد ألعاب المتصفح في ما يسمى موقع ألعاب أو مجلات الألعاب التي تنشر على الإنترنت. مجلة الألعاب غالبًا ما تكون مجانية أي أن القراء ليس عليهم دفع اشتراك شهري أو ما شابه. أي انهم يستطيعون قراءة التحديثات والأخبار عن ألعابهم المفضلة مباشرة ودون تحميل المجلة. هذا النوع من المجلات يستطيع تمويل نفسه عبر الإعلانات أو التعاون مع مطوري الألعاب عبر القيام بالإحصاءات وتقييم الألعاب الأكثر لعبًا وانتشارًا بين قرائها أو عبر الحصول على أجر في حال تسجيل اللاعبين الجدد.